# Systropus guiyangensis
Systropus guiyangensis är en tvåvingeart som beskrevs av Yang 1998. Systropus guiyangensis ingår i släktet Systropus och familjen svävflugor. Inga underarter finns listade i Catalogue of Life.